# Bodo Sperling

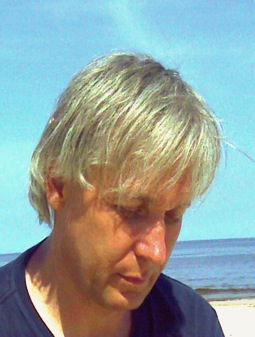
Bodo Sperling (2010)

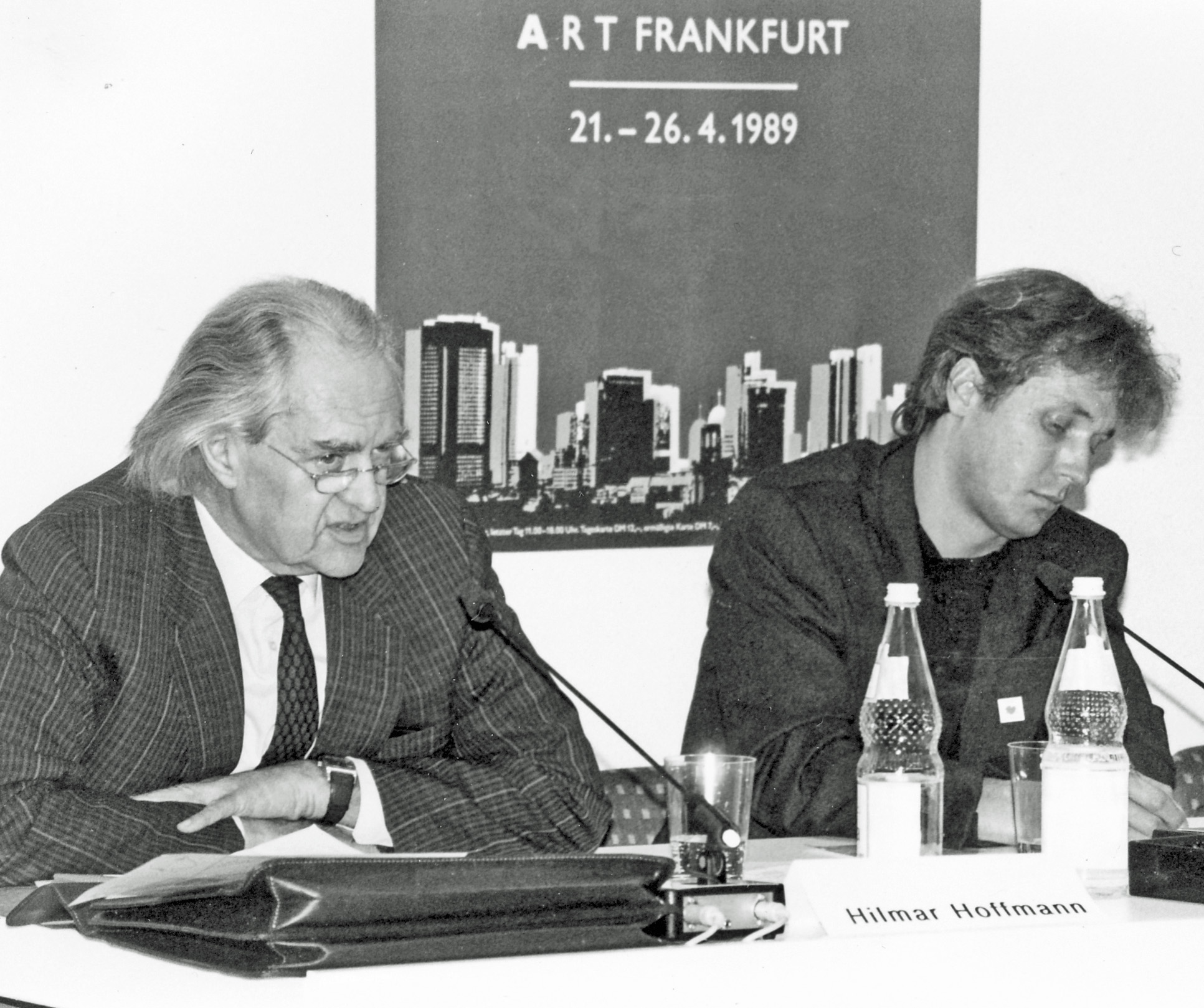
Bodo Sperling (rechts) mit Hilmar Hoffmann (links)

Bodo Sperling (* 6. Mai 1952 in Hanau) ist ein deutscher Maler und Konzeptkünstler.

## Leben

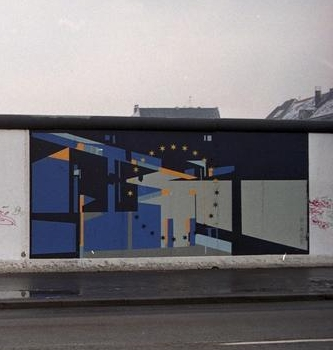
Bodo Sperlings Bemalung eines Teils der Berliner Mauer

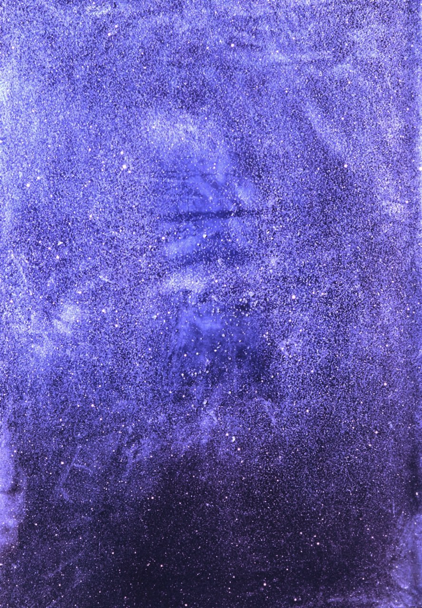
Crystal Object, Objectivism, 8°36'44" 49°43'33" 19:00h

Bodo Sperling absolvierte die Aufnahmeprüfung an der Staatlichen Hochschule für Bildende Künste – Städelschule Frankfurt, entschied sich dann jedoch für ein Kunstgeschichtsstudium an der Universität Tübingen.
Ab 1980 entstanden erste Bilder aus Kristallen und Kristalltafeln. Seit 1985 setzt er Computer als Gestaltungswerkzeug ein. Zwei seiner Computermalereien sind im Museum für Neue Kunst in Karlsruhe zu sehen.
Im November 1989 war Sperling als Vorstandssprecher des Bundesverbandes Bildender Künstler im Zuge der Verhandlungen über den Zusammenschluss der beiden deutschen Künstlerverbände BBK und VBK in Berlin Mitinitiator der East Side Gallery. Ein bekanntes, öffentlich zugängliches Werk war der von ihm bemalte Abschnitt des längsten erhaltenen Berliner Mauerabschnittes mit dem Titel Die Transformierung des Pentagramms zu einem Friedensstern in einem großen Europa ohne Mauern (East Side Gallery, Bild 18).
1992 fand der 1. Gesamtdeutsche Künstlerkongress in Potsdam statt, zu dem Sperling als offizieller Vertreter des Bundeslandes Hessen delegiert war.
1991 schuf er auf der Landesausstellung in Kassel eine Video-Installation, die den Betrachter nach Aussage des Philosophen Thomas Metzinger mit der „objektiven Dokumentation von Raum-Zeit konfrontierte“. Dabei wurde auf einem tonnenschweren Steinaltar ein Stahlbassin installiert, in dem sich aus einer kochenden Lösung Kristalle bildeten. Der gesamte Vorgang wurde über mehrere Wochen von einer automatischen Kamera dokumentiert.
1992 installierte er auf dem 1. Gesamtdeutschen Künstlerkongress in Potsdam ein fünf Meter hohes Mobile, das, durch Diaprojektoren angestrahlt, den Eindruck eines sich ständig weiter verändernden 3D-Films erzeugte.
Im Zuge der Renovierung der East Side Gallery stellte sich Sperling 2009 an die Spitze eines Widerstands (Gründerinitiative East Side) der Künstler, deren Werke an der Mauer entfernt wurden, und kritisierte die mangelnde Transparenz und geringe finanzielle Ausstattung der Künstler sowie die Verletzung von Urheberrechten bei der geplanten Wiederherstellung der Kunstwerke. Im Mai 2011 erhob Sperling Klage gegen das Land Berlin. Das Landgericht hat die Klage abgewiesen. Sperling hatte sich von seiner Klage eine Vorbildfunktion für andere Künstler erhofft. Sein Anwalt sprach in diesem Zusammenhang von kultureller Erpressung.

## Ausstellungen (Auswahl)
- 1983: Gustav-Siegle-Haus/Stuttgart
- 1986: Frankfurter Kunstverein Steinernes Haus, Frankfurt,DAS AKTFOTO Ästhetik Geschichte Ideologie, Museum des 20. Jahrhunderts, Wien. Klebeaktion: 15 Jahre vor 2000 -- die Darstellung von Gewalt und Brutalität hat noch immer ein Vorrecht vor der Darstellung der Sexualität und Erotik
- 1990: East Side Gallery/Berlin, Mitbegründer von November 1989, Bild 18 „Die Transformierung des Pentagramms in einem Europa ohne Mauern“ 10 m × 3,60 m auf Berliner Mauer
- 1990: The Pleasures within Distance, W.I.N.D.O.W./Sydney College of the Arts, Sydney, Australien
- 1991: Hessische Landesausstellung ’91 BBK Hessen/Kassel
- 1992: Kunsthalle Darmstadt. Einzelausstellung, Kunstpreis der DAG-Bildungseinrichtung, Kunsthalle Hamburg
- 1993: Goethe-Institut/Prag, Tschechien
- 1994: Museum Wiesbaden. Hessiale ’94 Landeskunstausstellung des Bundesverband Bildender Künstler, Hessen

## Sammlungen, Auftragsarbeiten, Kunst im öffentlichen Raum
- Museum für Neue Kunst ZKM Karlsruhe, B3, 1991, Computermalerei auf Silber-Fotoleinwand, 100 × 140 cm · B7, 1991, Computermalerei auf Silber-Fotoleinwand, 100 × 140 cm, Karlsruhe
- Computer Associates, Umsetzung des Architektonischen Entwurfes des CA-Firmengebäudes in ein Wandbild für die Eingangshalle 1,60 m × 3,60 m, Acryl auf Leinwand und Entwurfsgrundlage des East Side Galley Bildes auf der Berliner Mauer von 1990, Darmstadt
- Banca Monte dei Paschi di Siena, Umsetzung des „Dom  von Siena“, Acryl auf Leinwand 2,20 m × 90 cm, Frankfurt / Siena

## Auszeichnungen
- 1992: Kunstpreis der DAG-Bildungseinrichtungen
- 2010: Sonderpreis „Gelebte Einheit“ des Wettbewerbs „365 Orte im Land der Ideen“, unter Schirmherrschaft des deutschen Bundespräsidenten Horst Köhler.[12]
- 2016: Publikumspreis 4. Internationalen André Evard Preis[13]